# Alexander Bitterli
Alexander Bitterli (* 9. April 1998) ist ein Schweizer Unihockeyspieler, welcher beim Nationalliga-A-Verein Ad Astra Sarnen unter Vertrag steht.

## Karriere
Bitterli startete seine Karriere im Nachwuchs von Ad Astra Sarnen. Während der Saison 2016/17 wurde er erstmals in das Kader der ersten Mannschaft berufen. Im Sommer 2019 stieg er mit Ad Astra Sarnen in die Nationalliga A auf.